# Pseudohydromys germani
Pseudohydromys germani  (Helgen, 2005) è un roditore della famiglia dei Muridi endemico della Nuova Guinea.

## Descrizione

### Dimensioni
Roditore di piccole dimensioni, con la lunghezza della testa e del corpo tra 87 e 105 mm, la lunghezza della coda tra 95 e 103 mm, la lunghezza del piede tra 20 e 22 mm, la lunghezza delle orecchie tra 11 e 12,6 mm e un peso fino a 29,5 g.

### Aspetto
La pelliccia è lunga, soffice e densa. Le parti superiori sono grigio-fumo, mentre le parti ventrali sono più chiare. Le orecchie sono grigio scure. La coda è lunga come la testa e il corpo, è uniformemente grigio scura, occasionalmente ricoperta da chiazze biancastre e con l'estremità distintamente bianca. Sono presenti 14-18 anelli di scaglie per centimetro.

## Biologia

### Comportamento
È una specie terricola.

### Riproduzione
Si nutre di insetti e vermi.

## Distribuzione e habitat
Questa specie è diffusa nell'Owen Stanley Range, nell'estrema parte orientale della cordigliera centrale della Nuova Guinea.
Vive nelle foreste muschiose montane tra 1.300 e 1.570 metri di altitudine.

## Conservazione
La IUCN Red List, considerato che questa specie è conosciuta da pochi individui e ci sono poche informazioni sull'areale, la popolazione e le possibili minacce, classifica P.germani come specie con dati insufficienti (DD).